# عملية طاردة للحرارة

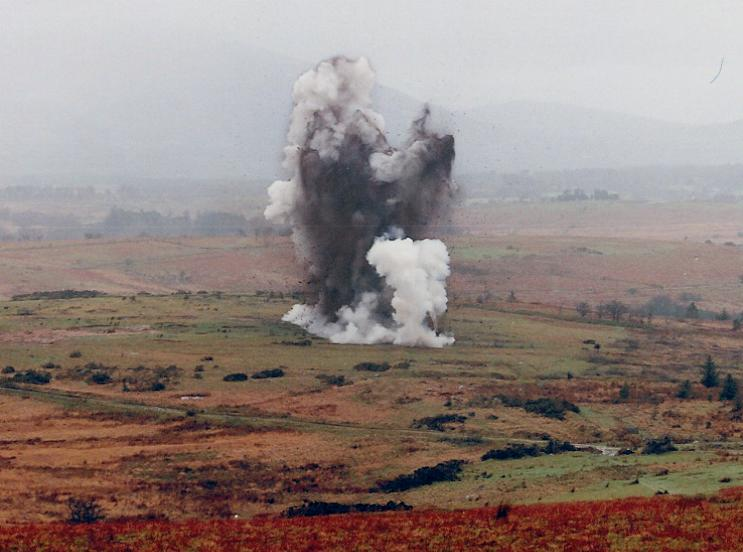
الانفجارات هي من التفاعلات طاردة الحرارة شديدة العنف

في الديناميكا الحرارية مصطلح العملية الطاردة للحرارة  يصف عملية أو تفاعل  يُطلق الطاقة  (حرارة) من النظام إلى الوسط المحيط ، عادة ما تكون في شكل حرارة، ولكن أيضا في شكل من أشكال الضوء (مثل شرارة اللهب، أو فلاش)، أو بطارية تنتج الكهرباء أو الصوت (على سبيل المثال انفجار مسموع عند حرق الهيدروجين). أصل التسمية ينبع من اليونانية البادئة έξω (ايكسو التي تعني «الخارج») والكلمة اليونانية θερμικός (ثيرميكوس، التي تعني «الحرارية»). مصطلح طارد كان أول من ابتدعه مارسيلان بيرتيلو. عكس منتج  للحرارة هي عملية ماص للحرارة، التي تمتص الطاقة في شكل حرارة لكي يتم التفاعل.
هذا المفهوم يتم تطبيقه كثيرا في العلوم الفيزيائية في  التفاعلات الكيميائية،  كما في طاقة الرابطة الكيميائية التي سيتم تحويلها إلى طاقة الحرارية (حرارة).
الطاردة للحرارة (والماص للحرارة) يصف نوعين من التفاعلات الكيميائية أو الأنظمة الموجودة في الطبيعة على النحو التالي.
ينص ببساطة على أنه في التفاعل الطارد للحرارة يتم إنتاج طاقة للخارج أكثر من تلك المطلوبة لبدء التفاعل، مثال لذلك هو احتراق الشمعة حيث مجموع الكالوري المنتج من الاحتراق (يُكشف عن طريق النظر إلى التسخين الاشعاعي والضوء المرئي الناتج بالإضافة إلى زيادة حرارة الشمع نفسه والذي مع الأكسجين تحول إلى ثاني أكسيد كربون ساخن وبخار ماء) يتعدى مجموع الكالوري الممتص في البداية عند اشعال اللهب (أي أن الطاقة الناتجة عن احتراق وصهر الشمع ثم تبخيره تتعدي الطاقة المطلوبة لاشعال اللهب والمحافظة عليه).
من ناحية أخرى، في التفاعل الماص للحرارة يتم امتصاص الطاقة من البيئة المحيطة أثناء التفاعل. مثال على رد فعل ماص للحرارة هي حزمة الإسعافات الأولية الباردة حيث تفاعل اثنين من المواد الكيميائية، أو ذوبان أحدهما في الآخر، يتطلب سعرات الحرارية من البيئة المحيطة، فيبرد التفاعل الحزمة والمناطق المحيطة بها عن طريق امتصاص الحرارة منهم. التفاعل الماص للحرارة موجود أيضا في إنتاج الخشب: الأشجار تمتص الطاقة المشعة من الشمس في تفاعل ماص للحرارة مثل تفكيك ثاني أكسيد الكربون والماء والجمع بين الكربون والهيدروجين الناتجين  لإنتاج السليلوز وغيرها من المواد الكيميائية العضوية. هذه المنتجات في شكل الخشب، مثلا، قد يتم حرقها في وقت لاحق في موقد، لتنتج ثاني أكسيد الكربون والماء في تفاعل طارد للحرارة وتطلق الطاقة في شكل حرارة وضوء للبيئة المحيطة.

## نظرة عامة
طارد تعني تحول فيه يطلق النظام طاقة (حرارة) للبيئة المحيطة يُعبر عنها بواسطة
Q < 0.
عندما يحدث التحول عند ضغط ثابت فإن  المحتوى الحراري
[بحاجة لتوضيح]
∆H < 0،
و حجم ثابت فإن الطاقة الداخلية[بحاجة لتوضيح][محل شك]
∆U < 0.
في نظام  ثابت الحرارة  (أي نظام لا يتبادل الحرارة مع البيئة المحيطة)، عملية طاردة للحرارة تؤدي إلى زيادة في درجة حرارة النظام.
في التفاعلات الطاردة للحرارة تتخذ الحرارة الناتجة عن التفاعل شكل موجات كهرومغناطيسية. حيث انتقال الإلكترون من مستوى طاقة إلى آخر يسبب انطلاق ضوء، طاقة هذا الضوء تساوي طاقة الثبات للتفاعل الكيميائي (طاقة الرابطة)، يمكن أن يتم امتصاص هذا الضوء بواسطة جزئ آخر في المحلول لينتج اهتزاز جزيئي، والذي يظهر فهمنا الكلاسيكي للحرارة، في المقابل عند حدوث التفاعل الماص للحرارة يتم امتصاص طاقة لوضع إلكترون في مستوى طاقة أعلى حيث يستطيع الإلكترون ان يتصل مع ذرة أخرى مكونا مركب كيميائي، يتم امتصاص الطاقة الشبكية عن طريق تفاعل ماص للحرارة،  في التفاعل الطارد للحرارة الطاقة اللازمة لبدء التفاعل أقل من الطاقة الناتجة لذا هناك طاقة شبكية ناتجة، هذا هو الفهم الفيزيائي للتفاعلات الطاردة والماصة للحرارة.

## أمثلة

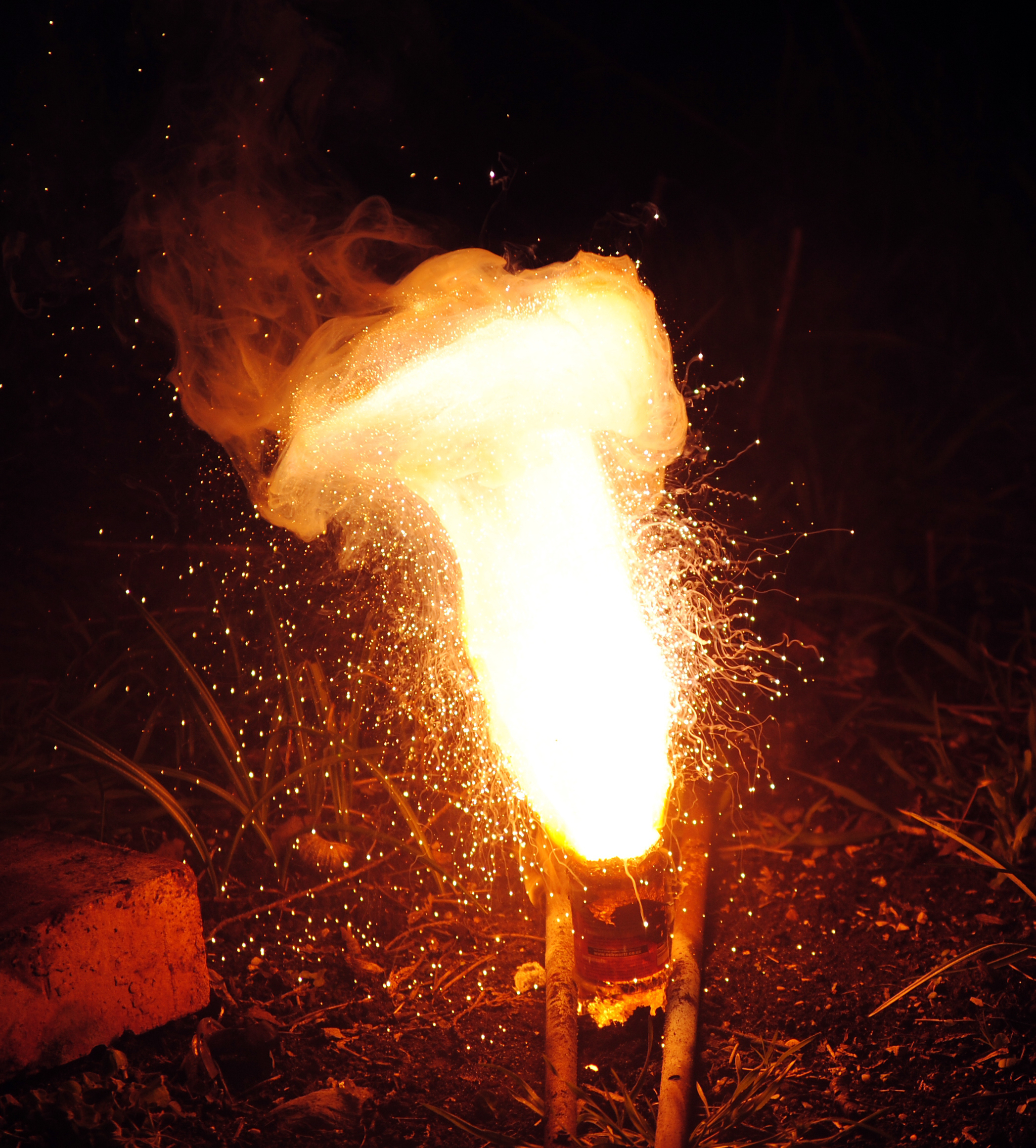
تفاعل طارد للحرارة (ثرميت) باستخدام أكسيد ثلاثي الحديد. الشظيات المتطايرة هي قطع من الحديد المنصهر والتي تنتج الدخان

بعض الأمثلة على التفاعلات الطاردة للحرارة:
- احتراق الوقود مثل الخشب، الفحم والنفط والبترول
- تفاعل الثيرميت
- تفاعل الفلزات القلوية وغيرها من المعادن  موجبة لكهربية مع الماء
- تكثيف الأمطار من بخار الماء
- خلط الماء والأحماض القوية أو قواعد قوية
- خلط الأحماض والقواعد
- تجفيف  الكربوهيدرات بواسطة حمض الكبريتيك
- الاسمنت والخرسانة
- بعض تفاعلات  البلمرة مثل   راتنجات الايبوكسي
- تفاعل معظم المعادن مع الهالوجين أو الأكسجين
- الاندماج النووي في القنابل الهيدروجينية ولب النجوم (مع الحديد)
- الانشطار النووي في العناصر الثقيلة

## الآثار المترتبة على التفاعلات الكيميائية
التفاعلات الكيميائية الطاردة للحرارة عادة ما تكون أكثر عفوية من نظرائهم التفاعلات الماصة للحرارة.
في التفاعل الكيميائي الحراري الطارد للحرارة فإن الحرارة قد تكون ضمن نواتج التفاعل.

## التباين بين الحرارية والمصطلحات البيولوجية
بسبب حادث تاريخي يواجه الطلاب بعض المشاكل في الخلط بين مصطلحات الفيزياء والبيولوجيا. في حين المصطلحات الحرارية  «طارد للحرارة» و «ماص للحرارة» على التوالي تشير إلى العمليات التي تعطي الطاقة الحرارية والعمليات التي تمتص الطاقة الحرارية في حين في البيولوجيا  فإن الأمر مقلوب حيث في  التمثيل الغذائي حيث«خارجية الحرارة» و «داخلية للحرارة» على التوالي تشير إلى الكائنات التي تعتمد بشكل كبير على الحرارة الخارجية للوصول للحرارة المثالية، والكائنات التي تنتج الحرارة كعنصر أساسي عند التحكم في درجة حرارة أجسامهم